# Lequitura
Lequitura (Liquitura, Likitura) ist ein osttimoresischer Suco und Aldeia im Verwaltungsamt Aileu Vila (Gemeinde Aileu).

## Geographie
Lequitura liegt im Südosten des Verwaltungsamts Aileu Vila. Westlich liegen die Sucos Lahae und Bandudato und nördlich der Suco Lausi. Im Osten und Süden grenzt Lequitura an die Gemeinde Ainaro mit ihren Sucos Maulau, Fatubessi und Maubisse (Verwaltungsamt Maubisse). Die Grenze zu Ainaro bilden zum größten Teil der Daisoli und sein Nebenfluss Oharlefa. Sie gehören zum Flusssystem des Nördlichen Laclós. 2003 war Lequitura dem Nachbarsuco Lausi zugeschlagen worden, wurde aber 2017 wieder selbständig.
Der Suco Lequitura teilt sich in die  Aldeias Lequitura und Rairema und die 2017 neu geschaffenen Erluli und Riheun.
Die Überlandstraße von der Gemeindehauptstadt Aileu nach Maubisse führt durch den Süden des Sucos. An ihr liegen die größeren Ortschaften des Sucos: Hatoleta und Lequitura. Eine Abzweigung führt zu den kleinen Weilern Erhil, Nimtael, Mauhae und Darahe, östlich der Überlandstraße. Im Norden befinden sich nur noch vereinzelt Häuser. In Lequitura und in Darahe gibt es jeweils eine Grundschule. Außerdem gibt es in Lequitura noch eine Vorschule.

## Einwohner
2022 lebten in Lequitura 850 Personen. Davon waren 451 Männer und 399 Frauen. Im Suco gibt es 142 Haushalte.

## Politik

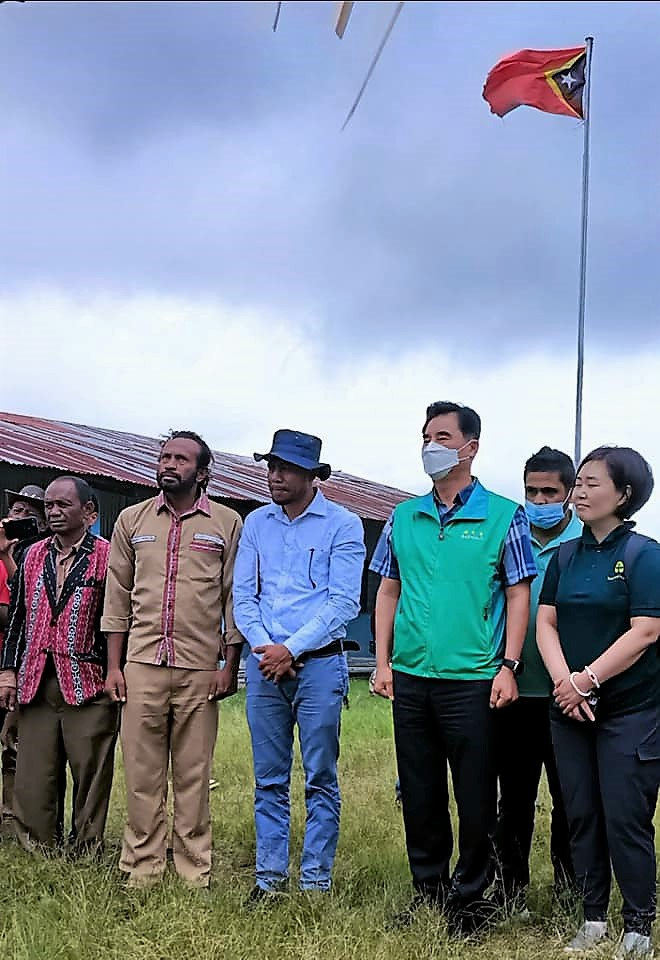
Alarico de Araújo Menezes, der Chefe de Suco in seiner braunen Uniform bei einem offiziellen Termin in Rairema (2022)

Die Nachwahlen für die neue Administration fanden im Mai 2017 statt. Die Wahl gewann Alarico de Araújo Menezes. Bei der regulären Kommunalwahl 2023 gewann Alarico Almeida Salsinha.